# Vignoble de Castille-et-León

Les différents terroirs du vignoble de Castille et León.

Le vignoble de Castille et León est une entité économique qui regroupe différents terroirs du Nord-Ouest de l'Espagne.

## Vignobles

### Ribera del Duero (DO)
- Voir l'article détaillé AOC Ribera del Duero

### Rueda (DO)
- Voir l'article détaillé AOC Rueda

### Arlanza (DO)
L'Appellation d'Origine Contrôlée Arlanza établie en 2007 pour les vins produits dans la vallée moyenne et basse de l'Arlanza, dans la province de Burgos, la comarque de l'Arlanza et la province de Palencia.
Les vins de la Ribera del Arlanza sont cultivés dans les vignobles de 62 municipalités, dont 50 à Burgos, qui regroupent 9 caves, et 13 municipalités à Palencia, deux caves.
Site officiel de la DO Arlanza

### Arribes (DO)
Arribes est l'Appellation d'Origine Contrôlée vinicole espagnole qui regroupe la production, élaboration, élevage et commercialisation des vins de la zone des Arribes del Duero, dans les provinces de Salamanca et Zamora.
La DO fut créée en 2007.
Site officiel de la DO Arribes

### Bierzo (DO)
L'Appellation d'Origine Contrôlée Bierzo fut établie en 1989 à l'Ouest de la province de León, dans la comarque du Bierzo.
La zone de culture se situe dans la vallée du Sil, et l'élaboration de vins protégés par cette DO ne permet que l'utilisation de cépages autorisés. Les principaux sont Mencía pour les rouges et Doña Blanca et Godello pour les blancs. Trois cépages sont en cours d'expérimentation : tempranillo, merlot et cabernet Sauvignon. On ne permet son utilisation que pour l'élaboration de vins rouges de crianza et reserva, en proportion inférieure à 15 %.
Site officiel de la D.O Bierzo

### Cigales (DO)
L'Appellation d'Origine Contrôlée Cigales est une région vinicole située à cheval entre les provinces de Palencia et Valladolid. Arrosée par le Pisuerga, Cigales comprend treize municipalités dont le chef-lieu est Cigales.
La surface cultivée est de 2 850 ha, autour de 574 km2, et il y a 36 caves inscrites. Elle a obtenu la qualification de Denominación de origen en 1991.
Malgré sa jeunesse, dès le Xe siècle on a documenté la présence de propriétaires de vignobles dans la région.
Site officiel de la D.O Cigales

### Rioja (DOC)
Une petite partie de la DOC Rioja se trouve dans la province de Burgos, à l'enclave de la municipalité de Miranda de Ebro nommé "El Ternero". Voir article détaillé : Rioja (DOC).
Site officiel de la DO Rioja

### Rueda (DO)
- Voir l'article détaillé Rueda (DO).

### Tierra de León (DO)
Tierra de León est une zone vinicole à Appellation d'Origine Contrôlée, située au Sud-Est de la province de León, à laquelle s'ajoutent d'autres localités des provinces limitrophes de Zamora et Valladolid.
Site officiel de la DO Tierra de León

### Tierra del Vino de Zamora (DO)
L'Appellation d'Origine Contrôlée Tierra del Vino de Zamora est une DO pour les vins originaires de la comarque viticole de la Tierra del Vino. À cette DO appartiennent 46 municipalités de la province de Zamora et dix localités de la province de Salamanca.
Site officiel de la DO Tierra del Vino de Zamora

### Toro (DO)
Toro est une zone vinicole de Castille-et-León à Appellation d'Origine Contrôlée depuis 1987, des provinces de Zamora et Valladolid. Arrosée par le Douro, qui inclut 12 municipalités de la province de Zamora et trois municipalités de la province de Valladolid et dont le conseil régulateur est situé à Toro.
La DO s'étend sur 5 960 ha et regroupe 43 caves.
Site officiel de la DO Toro

### Cava
Une seule cave à Aranda de duero produit des vins mousseux sous l'appellation Cava.

## Autres vins en dehors des D.O.

### Sierra de Salamanca (Vin de qualité)
Sierra de Salamanca est une Indication géographique à mention Vino de Calidad qui désigne les vins VCPRD de la zone vinicole de la province de Salamanca.

### Valles de Benavente (Vin de qualité)
Valles de Benavente est une Indication géographique à mention Vino de Calidad qui désigne les vins VCPRD de la zone vinicole du Nord-Ouest de la province de Zamora, située autour de la localité de Benavente.
Les vins produits sous cette indication procèdent exclusivement des cépages rouges Tempranillo, Prieto Picudo et Mencía; et des blancs Verdejo et Malvoisie, l'utilisation des variétés complémentaires Grenache et Cabernet Sauvignon est aussi autorisée. L'appellation produit des vins rouges, blancs et rosés, crianzas et reservas.

### Valtiendas (Vin de qualité)
Valtiendas est une Indication géographique à mention Vino de Calidad qui désigne les vins VCPRD de la zone vinicole du Nord de la province de Ségovie, située autour de la localité de Valtiendas et voisine de la région de la DO Ribera del Duero.
Les vins produits sous cette indication procèdent des variétés rouges Tinta del país, Cabernet Sauvignon, Syrah, Albillo, Grenache et Merlot.
La zone de production inclut les municipalités suivantes : Aldeasoña, Calabazas de Fuentidueña, Cuevas de Provanco, Fuentesoto, Fuentidueña, Laguna de Contreras, Sacramenia, Torreadrada et Valtiendas.

### Vino de la Tierra de Castilla y León
Vino de la Tierra de Castilla y León est une Indication géographique utilisée pour désigner les vins de table élaborés avec des cépages cultivés dans la Communauté de Castille-et-León. Sous cette indication protégée sont produits des vins rouges, blancs et rosés.